# Силей (пьеса)
«Силей» (др.-греч. Σύλευς) — сатировская драма древнегреческого драматурга Еврипида (V век до н. э.) на сюжет, связанный с беотийскими мифами. Её текст почти полностью утрачен.
Заглавный герой пьесы — мифологический персонаж, житель Авлиды. Он заставлял всех путников вскапывать его виноградник, но Геракл убил его ударом мотыги, а виноградные лозы выкорчевал.